# ريتشارد هنري لي
ريتشارد هنري لي (بالإنجليزية: Richard Henry Lee)‏ (1732 – 1794) هو سياسي وخطيب أمريكي، كان قد ولد في ستراتفورد، في مقاطعة وستمورلاند، فرجينيا، في 10 يناير 1732، وكان أحد أبناء توماس لي (مات عام 1750)، وكان سليل عائلة عريقة من الفرسان، وكان أول ممثليها في أمريكا هو ريتشارد لي، الذي كان عضو مجلس شورى الملك وهاجر إلى فرجينيا في أوائل عهد تشارلز الأول.
تلقى ريتشارد هنري لي تعليما أكاديميا في إنجلترا، ثم أمضى وقتا قصيرا في السفر، وعاد إلى فرجينيا في عام 1752، بعد أن بعد أن حاز الأملاك التي تركها له أبوه، ولعدة سنوات شغل نفسه بالعديد من الدراسات المختلفة. وعندما كان في الخامسة والعشرين عين كقاضي الصلح في مقاطعة وستمورلاند، وفي نفس السنة اختير كعضو في مجلس ممثلي المقاطعات في ولاية فرجينيا، الذي بقي فيه من عام 1758 إلى 1775. وحافظ على صمته خلال جلستين، وأظهر في خطابه الأول معارضة قوية للعبودية، حيث اقترح عرقلتها ومن ثم إلغاءها في النهاية بفرض الضرائب الباهظة على كل عمليات الاستيراد القادمة. وتحالف في بداياته مع الحزب الوطني أو الويغ في فرجينيا، وكان موقفه واضحا كمعارض للإجراءات الاعتباطية للوزارة البريطانية في السنوات التي سبقت حرب الاستقلال مباشرة. وفي عام 1768 أرسل رسالة إلى جون ديكنسون من بينسلفانيا، واقترح التراسل الخاص بين أنصار الحرية في المستعمرات المختلفة، وفي عام 1773 أصبح عضو لجنة المراسلة في فرجينيا.
كان لي أحد المندوبين من فرجينيا إلى الكونغرس القاري الأول في فيلادلفيا في عام 1774، وهيأ الخطاب إلى شعب أمريكا البريطانية، والخطاب الثاني إلى شعب بريطانيا العظمى، الذي كان أحد أكثر الخطابات فاعلية في زمنه. أتى لي إلى الكونغرس في 7 يونيو 1776 بموجب الأوامر المقدمة من مجلس ممثلي المقاطعات في فرجينيا، وأصدر القرارات الشهيرة التالية:
1. «بأن هذه المستعمرات المتحدة هي ولايات حرة ومستقلة كما يحق لها، وبأن أهلها يتبرؤون من كل ولاء يقدم إلى التاج البريطاني، ويجب على كل الصلات السياسية بينها وبين بريطانيا العظمى أن تتلاشى كليا»؛
2. «أنه من المناسب اتخاذ إجراءات أكثر فعالية لتشكيل التحالفات الأجنبية»؛
3. «أن خطة للإتحاد سوف تعد وترسل إلى المستعمرات لتتخذ القرارات حول دراستها واستحسانها للموضوع».

وبعد مناقشة أول هذه القرارات لثلاثة أيام، قرر الكونغرس بأن الدراسة الأخرى للموضوع يجب أن تؤجل حتى أول يوليو، لكن يجب تعيين لجنة أن لإعداد إعلان الاستقلال. لكن مرض زوجة لي منعه من أن يكون عضوا في تلك اللجنة، لكن تم تبني قراره الأول في 2 يوليو، وتم تبني إعلان الاستقلال الذي أعده توماس جيفرسون بعد يومين. وكان لي في الكونغرس بين عامي 1774 إلى 1780، وكان بارزا بالأخص في صلته بالشؤون الخارجية. وكان عضوا في مجلس المندوبين في فرجينيا في أعوام 1777، 1780-1784 و1786-1787؛ ودخل الكونغرس مجددا من عام 1784 إلى 1787، وترأسه في أعوام 1784-1786؛ وكان أحد أوائل أعضاء مجلس الشيوخ الأمريكي الذين اختيروا من فرجينيا بعد تبني الدستور الاتحادي. ومع أنه عارض بقوة تبني ذلك الدستور، بسبب ما اعتبره انتهاكا خطيرا لاستقلالية الولايات، فقد قبل منصب المجلس على أمل وضع التعديلات عليه، واقترح التعديل العاشر في بشكله الجوهري الذي تم تبنيه عليه. وأصبح مؤيد كبيرا لإدارة واشنطن، وتم وضع ملاحظاته على الدستور في إطار التطبيق العملي. وتقاعد من الحياة العامة في عام 1792، ومات في تشانتيلي في مقاطعة وستمورلاند في 19 يونيو 1794 عن 62 عاما.
كتب حفيده ريتشارد هنري لي سيرة عنه (فيلاديلفيا، 1825)؛ وهناك مجموعة رسائل حررها جيمس كرتيس بالاه (نيويورك، 1910).

## روابط خارجية
- ريتشارد هنري لي على موقع الموسوعة البريطانية (الإنجليزية)
- ريتشارد هنري لي على موقع ميوزك برينز (الإنجليزية)
- ريتشارد هنري لي على موقع إن إن دي بي (الإنجليزية)